# 田中勝宣
田中 勝宣（たなか かつのぶ、1927年10月8日 - 2004年10月21日）は、日本の農芸化学者、経営者。農学博士。島根県出身。

## 経歴
1951年に京都大学農学部農芸化学科を卒業し、同年に協和発酵(現在の協和キリン)に入社。1980年3月に取締役に就任し、1983年3月に常務、1987年3月に専務を経て、1992年3月に顧問に就任。1992年1月から1995年3月までにミヤコ化学社長を務めた。
2004年10月21日前立腺がんのために死去。77歳没。

## 授賞歴
- 大河内記念賞(1958年4月)
- 日本農芸化学賞(1964年3月)
- 日本学士院賞(1966年5月)